# Sicydium plumieri
Sicydium plumieri es una especie de peces de la familia de los Gobiidae en el orden de los Perciformes.

## Morfología
Los machos pueden llegar a alcanzar los 11 cm de longitud total.

## Hábitat
Es un pez de clima tropical y demersal.

## Distribución geográfica
Se encuentra en las islas del Mar Caribe al sur e incluyendo a Cuba, también se pueden encontrar en América Central.

## Observaciones
Es inofensivo para los humanos.